# Чемпионат Дании по шахматам 1968
Чемпионат Дании по шахматам 1968 года проходил в Копенгагене с 5 по 15 апреля.
Борге Андерсен в третий раз (1958, 1967) стал чемпионом страны, набрав 7½ очков. Среди женщин первое место заняла Антонина Эневольдсен (Antonina Enevoldsen).

## Таблица
| №  | Участники           | 1 | 2 | 3 | 4 | 5 | 6 | 7 | 8 | 9 | 10 | 11 | 12 |  | Очки | Место |
| -- | ------------------- | - | - | - | - | - | - | - | - | - | -- | -- | -- |  | ---- | ----- |
| 1  | Андерсен, Борге     |   | 0 | 0 | ½ | 1 | ½ | ½ | 1 | 1 | 1  | 1  | 1  |  | 7½   | 1     |
| 2  | Петерсен, Финн      | 1 |   | 0 | ½ | ½ | ½ | ½ | 1 | ½ | ½  | 1  | 1  |  | 7    | 2—5   |
| 3  | Моэ, Могенс         | 1 | 1 |   | ½ | 0 | 0 | ½ | 1 | 0 | 1  | 1  | 1  |  | 7    | 2—5   |
| 4  | Якобсен, Оле        | ½ | ½ | ½ |   | 1 | ½ | 1 | ½ | ½ | 1  | 0  | 1  |  | 7    | 2—5   |
| 5  | Нёрбю, Петер        | 0 | ½ | 1 | 0 |   | ½ | ½ | 1 | ½ | 1  | 1  | 1  |  | 7    | 2—5   |
| 6  | Хаман, Свен         | ½ | ½ | 1 | ½ | ½ |   | ½ | ½ | 1 | ½  | 0  | 0  |  | 5½   | 6—7   |
| 7  | Хольм, Сайер        | ½ | ½ | ½ | 0 | ½ | ½ |   | 0 | 1 | ½  | 1  | ½  |  | 5½   | 6—7   |
| 8  | Филь-Йенсен, Фроде  | 0 | 0 | 0 | ½ | 0 | ½ | 1 |   | ½ | 1  | 1  | 1  |  | 5½   | 6—7   |
| 9  | Иверсен, Ральф      | 0 | ½ | 1 | ½ | ½ | 0 | 0 | ½ |   | 1  | 0  | 1  |  | 5    | 9     |
| 10 | Хвенекильде, Йорген | 0 | ½ | 0 | 0 | 0 | ½ | ½ | 0 | 0 |    | 1  | 1  |  | 3½   | 10    |
| 11 | Педерсен, Карл      | 0 | 0 | 0 | 1 | 0 | 1 | 0 | 0 | 1 | 0  |    | 0  |  | 3    | 11    |
| 12 | Фром, Сигфред       | 0 | 0 | 0 | 0 | 0 | 1 | ½ | 0 | 0 | 0  | 1  |    |  | 2½   | 12    |

## Примечательные партии
|   | a | b | c | d | e | f | g | h |   |
| - | --- | --- | --- | --- | --- | --- | --- | --- | - |
| 8 | a8 чёрная ладья · f8 чёрная ладья · g8 чёрный король · f7 чёрная пешка · g7 чёрный слон · h7 чёрная пешка · a6 белый конь · c6 чёрный конь · d6 чёрная пешка · e6 чёрная пешка · f6 чёрный конь · g6 чёрная пешка · a5 чёрная пешка · e4 белая пешка · f4 белая пешка · g4 чёрный ферзь · h4 белая ладья · c3 белая пешка · d3 белый слон · a2 белая пешка · b2 белая пешка · g2 белая пешка · h2 белая пешка · a1 белая ладья · e1 белый ферзь · g1 белый слон · h1 белый король | a8 чёрная ладья · f8 чёрная ладья · g8 чёрный король · f7 чёрная пешка · g7 чёрный слон · h7 чёрная пешка · a6 белый конь · c6 чёрный конь · d6 чёрная пешка · e6 чёрная пешка · f6 чёрный конь · g6 чёрная пешка · a5 чёрная пешка · e4 белая пешка · f4 белая пешка · g4 чёрный ферзь · h4 белая ладья · c3 белая пешка · d3 белый слон · a2 белая пешка · b2 белая пешка · g2 белая пешка · h2 белая пешка · a1 белая ладья · e1 белый ферзь · g1 белый слон · h1 белый король | a8 чёрная ладья · f8 чёрная ладья · g8 чёрный король · f7 чёрная пешка · g7 чёрный слон · h7 чёрная пешка · a6 белый конь · c6 чёрный конь · d6 чёрная пешка · e6 чёрная пешка · f6 чёрный конь · g6 чёрная пешка · a5 чёрная пешка · e4 белая пешка · f4 белая пешка · g4 чёрный ферзь · h4 белая ладья · c3 белая пешка · d3 белый слон · a2 белая пешка · b2 белая пешка · g2 белая пешка · h2 белая пешка · a1 белая ладья · e1 белый ферзь · g1 белый слон · h1 белый король | a8 чёрная ладья · f8 чёрная ладья · g8 чёрный король · f7 чёрная пешка · g7 чёрный слон · h7 чёрная пешка · a6 белый конь · c6 чёрный конь · d6 чёрная пешка · e6 чёрная пешка · f6 чёрный конь · g6 чёрная пешка · a5 чёрная пешка · e4 белая пешка · f4 белая пешка · g4 чёрный ферзь · h4 белая ладья · c3 белая пешка · d3 белый слон · a2 белая пешка · b2 белая пешка · g2 белая пешка · h2 белая пешка · a1 белая ладья · e1 белый ферзь · g1 белый слон · h1 белый король | a8 чёрная ладья · f8 чёрная ладья · g8 чёрный король · f7 чёрная пешка · g7 чёрный слон · h7 чёрная пешка · a6 белый конь · c6 чёрный конь · d6 чёрная пешка · e6 чёрная пешка · f6 чёрный конь · g6 чёрная пешка · a5 чёрная пешка · e4 белая пешка · f4 белая пешка · g4 чёрный ферзь · h4 белая ладья · c3 белая пешка · d3 белый слон · a2 белая пешка · b2 белая пешка · g2 белая пешка · h2 белая пешка · a1 белая ладья · e1 белый ферзь · g1 белый слон · h1 белый король | a8 чёрная ладья · f8 чёрная ладья · g8 чёрный король · f7 чёрная пешка · g7 чёрный слон · h7 чёрная пешка · a6 белый конь · c6 чёрный конь · d6 чёрная пешка · e6 чёрная пешка · f6 чёрный конь · g6 чёрная пешка · a5 чёрная пешка · e4 белая пешка · f4 белая пешка · g4 чёрный ферзь · h4 белая ладья · c3 белая пешка · d3 белый слон · a2 белая пешка · b2 белая пешка · g2 белая пешка · h2 белая пешка · a1 белая ладья · e1 белый ферзь · g1 белый слон · h1 белый король | a8 чёрная ладья · f8 чёрная ладья · g8 чёрный король · f7 чёрная пешка · g7 чёрный слон · h7 чёрная пешка · a6 белый конь · c6 чёрный конь · d6 чёрная пешка · e6 чёрная пешка · f6 чёрный конь · g6 чёрная пешка · a5 чёрная пешка · e4 белая пешка · f4 белая пешка · g4 чёрный ферзь · h4 белая ладья · c3 белая пешка · d3 белый слон · a2 белая пешка · b2 белая пешка · g2 белая пешка · h2 белая пешка · a1 белая ладья · e1 белый ферзь · g1 белый слон · h1 белый король | a8 чёрная ладья · f8 чёрная ладья · g8 чёрный король · f7 чёрная пешка · g7 чёрный слон · h7 чёрная пешка · a6 белый конь · c6 чёрный конь · d6 чёрная пешка · e6 чёрная пешка · f6 чёрный конь · g6 чёрная пешка · a5 чёрная пешка · e4 белая пешка · f4 белая пешка · g4 чёрный ферзь · h4 белая ладья · c3 белая пешка · d3 белый слон · a2 белая пешка · b2 белая пешка · g2 белая пешка · h2 белая пешка · a1 белая ладья · e1 белый ферзь · g1 белый слон · h1 белый король | 8 |
| 7 | a8 чёрная ладья · f8 чёрная ладья · g8 чёрный король · f7 чёрная пешка · g7 чёрный слон · h7 чёрная пешка · a6 белый конь · c6 чёрный конь · d6 чёрная пешка · e6 чёрная пешка · f6 чёрный конь · g6 чёрная пешка · a5 чёрная пешка · e4 белая пешка · f4 белая пешка · g4 чёрный ферзь · h4 белая ладья · c3 белая пешка · d3 белый слон · a2 белая пешка · b2 белая пешка · g2 белая пешка · h2 белая пешка · a1 белая ладья · e1 белый ферзь · g1 белый слон · h1 белый король | a8 чёрная ладья · f8 чёрная ладья · g8 чёрный король · f7 чёрная пешка · g7 чёрный слон · h7 чёрная пешка · a6 белый конь · c6 чёрный конь · d6 чёрная пешка · e6 чёрная пешка · f6 чёрный конь · g6 чёрная пешка · a5 чёрная пешка · e4 белая пешка · f4 белая пешка · g4 чёрный ферзь · h4 белая ладья · c3 белая пешка · d3 белый слон · a2 белая пешка · b2 белая пешка · g2 белая пешка · h2 белая пешка · a1 белая ладья · e1 белый ферзь · g1 белый слон · h1 белый король | a8 чёрная ладья · f8 чёрная ладья · g8 чёрный король · f7 чёрная пешка · g7 чёрный слон · h7 чёрная пешка · a6 белый конь · c6 чёрный конь · d6 чёрная пешка · e6 чёрная пешка · f6 чёрный конь · g6 чёрная пешка · a5 чёрная пешка · e4 белая пешка · f4 белая пешка · g4 чёрный ферзь · h4 белая ладья · c3 белая пешка · d3 белый слон · a2 белая пешка · b2 белая пешка · g2 белая пешка · h2 белая пешка · a1 белая ладья · e1 белый ферзь · g1 белый слон · h1 белый король | a8 чёрная ладья · f8 чёрная ладья · g8 чёрный король · f7 чёрная пешка · g7 чёрный слон · h7 чёрная пешка · a6 белый конь · c6 чёрный конь · d6 чёрная пешка · e6 чёрная пешка · f6 чёрный конь · g6 чёрная пешка · a5 чёрная пешка · e4 белая пешка · f4 белая пешка · g4 чёрный ферзь · h4 белая ладья · c3 белая пешка · d3 белый слон · a2 белая пешка · b2 белая пешка · g2 белая пешка · h2 белая пешка · a1 белая ладья · e1 белый ферзь · g1 белый слон · h1 белый король | a8 чёрная ладья · f8 чёрная ладья · g8 чёрный король · f7 чёрная пешка · g7 чёрный слон · h7 чёрная пешка · a6 белый конь · c6 чёрный конь · d6 чёрная пешка · e6 чёрная пешка · f6 чёрный конь · g6 чёрная пешка · a5 чёрная пешка · e4 белая пешка · f4 белая пешка · g4 чёрный ферзь · h4 белая ладья · c3 белая пешка · d3 белый слон · a2 белая пешка · b2 белая пешка · g2 белая пешка · h2 белая пешка · a1 белая ладья · e1 белый ферзь · g1 белый слон · h1 белый король | a8 чёрная ладья · f8 чёрная ладья · g8 чёрный король · f7 чёрная пешка · g7 чёрный слон · h7 чёрная пешка · a6 белый конь · c6 чёрный конь · d6 чёрная пешка · e6 чёрная пешка · f6 чёрный конь · g6 чёрная пешка · a5 чёрная пешка · e4 белая пешка · f4 белая пешка · g4 чёрный ферзь · h4 белая ладья · c3 белая пешка · d3 белый слон · a2 белая пешка · b2 белая пешка · g2 белая пешка · h2 белая пешка · a1 белая ладья · e1 белый ферзь · g1 белый слон · h1 белый король | a8 чёрная ладья · f8 чёрная ладья · g8 чёрный король · f7 чёрная пешка · g7 чёрный слон · h7 чёрная пешка · a6 белый конь · c6 чёрный конь · d6 чёрная пешка · e6 чёрная пешка · f6 чёрный конь · g6 чёрная пешка · a5 чёрная пешка · e4 белая пешка · f4 белая пешка · g4 чёрный ферзь · h4 белая ладья · c3 белая пешка · d3 белый слон · a2 белая пешка · b2 белая пешка · g2 белая пешка · h2 белая пешка · a1 белая ладья · e1 белый ферзь · g1 белый слон · h1 белый король | a8 чёрная ладья · f8 чёрная ладья · g8 чёрный король · f7 чёрная пешка · g7 чёрный слон · h7 чёрная пешка · a6 белый конь · c6 чёрный конь · d6 чёрная пешка · e6 чёрная пешка · f6 чёрный конь · g6 чёрная пешка · a5 чёрная пешка · e4 белая пешка · f4 белая пешка · g4 чёрный ферзь · h4 белая ладья · c3 белая пешка · d3 белый слон · a2 белая пешка · b2 белая пешка · g2 белая пешка · h2 белая пешка · a1 белая ладья · e1 белый ферзь · g1 белый слон · h1 белый король | 7 |
| 6 | a8 чёрная ладья · f8 чёрная ладья · g8 чёрный король · f7 чёрная пешка · g7 чёрный слон · h7 чёрная пешка · a6 белый конь · c6 чёрный конь · d6 чёрная пешка · e6 чёрная пешка · f6 чёрный конь · g6 чёрная пешка · a5 чёрная пешка · e4 белая пешка · f4 белая пешка · g4 чёрный ферзь · h4 белая ладья · c3 белая пешка · d3 белый слон · a2 белая пешка · b2 белая пешка · g2 белая пешка · h2 белая пешка · a1 белая ладья · e1 белый ферзь · g1 белый слон · h1 белый король | a8 чёрная ладья · f8 чёрная ладья · g8 чёрный король · f7 чёрная пешка · g7 чёрный слон · h7 чёрная пешка · a6 белый конь · c6 чёрный конь · d6 чёрная пешка · e6 чёрная пешка · f6 чёрный конь · g6 чёрная пешка · a5 чёрная пешка · e4 белая пешка · f4 белая пешка · g4 чёрный ферзь · h4 белая ладья · c3 белая пешка · d3 белый слон · a2 белая пешка · b2 белая пешка · g2 белая пешка · h2 белая пешка · a1 белая ладья · e1 белый ферзь · g1 белый слон · h1 белый король | a8 чёрная ладья · f8 чёрная ладья · g8 чёрный король · f7 чёрная пешка · g7 чёрный слон · h7 чёрная пешка · a6 белый конь · c6 чёрный конь · d6 чёрная пешка · e6 чёрная пешка · f6 чёрный конь · g6 чёрная пешка · a5 чёрная пешка · e4 белая пешка · f4 белая пешка · g4 чёрный ферзь · h4 белая ладья · c3 белая пешка · d3 белый слон · a2 белая пешка · b2 белая пешка · g2 белая пешка · h2 белая пешка · a1 белая ладья · e1 белый ферзь · g1 белый слон · h1 белый король | a8 чёрная ладья · f8 чёрная ладья · g8 чёрный король · f7 чёрная пешка · g7 чёрный слон · h7 чёрная пешка · a6 белый конь · c6 чёрный конь · d6 чёрная пешка · e6 чёрная пешка · f6 чёрный конь · g6 чёрная пешка · a5 чёрная пешка · e4 белая пешка · f4 белая пешка · g4 чёрный ферзь · h4 белая ладья · c3 белая пешка · d3 белый слон · a2 белая пешка · b2 белая пешка · g2 белая пешка · h2 белая пешка · a1 белая ладья · e1 белый ферзь · g1 белый слон · h1 белый король | a8 чёрная ладья · f8 чёрная ладья · g8 чёрный король · f7 чёрная пешка · g7 чёрный слон · h7 чёрная пешка · a6 белый конь · c6 чёрный конь · d6 чёрная пешка · e6 чёрная пешка · f6 чёрный конь · g6 чёрная пешка · a5 чёрная пешка · e4 белая пешка · f4 белая пешка · g4 чёрный ферзь · h4 белая ладья · c3 белая пешка · d3 белый слон · a2 белая пешка · b2 белая пешка · g2 белая пешка · h2 белая пешка · a1 белая ладья · e1 белый ферзь · g1 белый слон · h1 белый король | a8 чёрная ладья · f8 чёрная ладья · g8 чёрный король · f7 чёрная пешка · g7 чёрный слон · h7 чёрная пешка · a6 белый конь · c6 чёрный конь · d6 чёрная пешка · e6 чёрная пешка · f6 чёрный конь · g6 чёрная пешка · a5 чёрная пешка · e4 белая пешка · f4 белая пешка · g4 чёрный ферзь · h4 белая ладья · c3 белая пешка · d3 белый слон · a2 белая пешка · b2 белая пешка · g2 белая пешка · h2 белая пешка · a1 белая ладья · e1 белый ферзь · g1 белый слон · h1 белый король | a8 чёрная ладья · f8 чёрная ладья · g8 чёрный король · f7 чёрная пешка · g7 чёрный слон · h7 чёрная пешка · a6 белый конь · c6 чёрный конь · d6 чёрная пешка · e6 чёрная пешка · f6 чёрный конь · g6 чёрная пешка · a5 чёрная пешка · e4 белая пешка · f4 белая пешка · g4 чёрный ферзь · h4 белая ладья · c3 белая пешка · d3 белый слон · a2 белая пешка · b2 белая пешка · g2 белая пешка · h2 белая пешка · a1 белая ладья · e1 белый ферзь · g1 белый слон · h1 белый король | a8 чёрная ладья · f8 чёрная ладья · g8 чёрный король · f7 чёрная пешка · g7 чёрный слон · h7 чёрная пешка · a6 белый конь · c6 чёрный конь · d6 чёрная пешка · e6 чёрная пешка · f6 чёрный конь · g6 чёрная пешка · a5 чёрная пешка · e4 белая пешка · f4 белая пешка · g4 чёрный ферзь · h4 белая ладья · c3 белая пешка · d3 белый слон · a2 белая пешка · b2 белая пешка · g2 белая пешка · h2 белая пешка · a1 белая ладья · e1 белый ферзь · g1 белый слон · h1 белый король | 6 |
| 5 | a8 чёрная ладья · f8 чёрная ладья · g8 чёрный король · f7 чёрная пешка · g7 чёрный слон · h7 чёрная пешка · a6 белый конь · c6 чёрный конь · d6 чёрная пешка · e6 чёрная пешка · f6 чёрный конь · g6 чёрная пешка · a5 чёрная пешка · e4 белая пешка · f4 белая пешка · g4 чёрный ферзь · h4 белая ладья · c3 белая пешка · d3 белый слон · a2 белая пешка · b2 белая пешка · g2 белая пешка · h2 белая пешка · a1 белая ладья · e1 белый ферзь · g1 белый слон · h1 белый король | a8 чёрная ладья · f8 чёрная ладья · g8 чёрный король · f7 чёрная пешка · g7 чёрный слон · h7 чёрная пешка · a6 белый конь · c6 чёрный конь · d6 чёрная пешка · e6 чёрная пешка · f6 чёрный конь · g6 чёрная пешка · a5 чёрная пешка · e4 белая пешка · f4 белая пешка · g4 чёрный ферзь · h4 белая ладья · c3 белая пешка · d3 белый слон · a2 белая пешка · b2 белая пешка · g2 белая пешка · h2 белая пешка · a1 белая ладья · e1 белый ферзь · g1 белый слон · h1 белый король | a8 чёрная ладья · f8 чёрная ладья · g8 чёрный король · f7 чёрная пешка · g7 чёрный слон · h7 чёрная пешка · a6 белый конь · c6 чёрный конь · d6 чёрная пешка · e6 чёрная пешка · f6 чёрный конь · g6 чёрная пешка · a5 чёрная пешка · e4 белая пешка · f4 белая пешка · g4 чёрный ферзь · h4 белая ладья · c3 белая пешка · d3 белый слон · a2 белая пешка · b2 белая пешка · g2 белая пешка · h2 белая пешка · a1 белая ладья · e1 белый ферзь · g1 белый слон · h1 белый король | a8 чёрная ладья · f8 чёрная ладья · g8 чёрный король · f7 чёрная пешка · g7 чёрный слон · h7 чёрная пешка · a6 белый конь · c6 чёрный конь · d6 чёрная пешка · e6 чёрная пешка · f6 чёрный конь · g6 чёрная пешка · a5 чёрная пешка · e4 белая пешка · f4 белая пешка · g4 чёрный ферзь · h4 белая ладья · c3 белая пешка · d3 белый слон · a2 белая пешка · b2 белая пешка · g2 белая пешка · h2 белая пешка · a1 белая ладья · e1 белый ферзь · g1 белый слон · h1 белый король | a8 чёрная ладья · f8 чёрная ладья · g8 чёрный король · f7 чёрная пешка · g7 чёрный слон · h7 чёрная пешка · a6 белый конь · c6 чёрный конь · d6 чёрная пешка · e6 чёрная пешка · f6 чёрный конь · g6 чёрная пешка · a5 чёрная пешка · e4 белая пешка · f4 белая пешка · g4 чёрный ферзь · h4 белая ладья · c3 белая пешка · d3 белый слон · a2 белая пешка · b2 белая пешка · g2 белая пешка · h2 белая пешка · a1 белая ладья · e1 белый ферзь · g1 белый слон · h1 белый король | a8 чёрная ладья · f8 чёрная ладья · g8 чёрный король · f7 чёрная пешка · g7 чёрный слон · h7 чёрная пешка · a6 белый конь · c6 чёрный конь · d6 чёрная пешка · e6 чёрная пешка · f6 чёрный конь · g6 чёрная пешка · a5 чёрная пешка · e4 белая пешка · f4 белая пешка · g4 чёрный ферзь · h4 белая ладья · c3 белая пешка · d3 белый слон · a2 белая пешка · b2 белая пешка · g2 белая пешка · h2 белая пешка · a1 белая ладья · e1 белый ферзь · g1 белый слон · h1 белый король | a8 чёрная ладья · f8 чёрная ладья · g8 чёрный король · f7 чёрная пешка · g7 чёрный слон · h7 чёрная пешка · a6 белый конь · c6 чёрный конь · d6 чёрная пешка · e6 чёрная пешка · f6 чёрный конь · g6 чёрная пешка · a5 чёрная пешка · e4 белая пешка · f4 белая пешка · g4 чёрный ферзь · h4 белая ладья · c3 белая пешка · d3 белый слон · a2 белая пешка · b2 белая пешка · g2 белая пешка · h2 белая пешка · a1 белая ладья · e1 белый ферзь · g1 белый слон · h1 белый король | a8 чёрная ладья · f8 чёрная ладья · g8 чёрный король · f7 чёрная пешка · g7 чёрный слон · h7 чёрная пешка · a6 белый конь · c6 чёрный конь · d6 чёрная пешка · e6 чёрная пешка · f6 чёрный конь · g6 чёрная пешка · a5 чёрная пешка · e4 белая пешка · f4 белая пешка · g4 чёрный ферзь · h4 белая ладья · c3 белая пешка · d3 белый слон · a2 белая пешка · b2 белая пешка · g2 белая пешка · h2 белая пешка · a1 белая ладья · e1 белый ферзь · g1 белый слон · h1 белый король | 5 |
| 4 | a8 чёрная ладья · f8 чёрная ладья · g8 чёрный король · f7 чёрная пешка · g7 чёрный слон · h7 чёрная пешка · a6 белый конь · c6 чёрный конь · d6 чёрная пешка · e6 чёрная пешка · f6 чёрный конь · g6 чёрная пешка · a5 чёрная пешка · e4 белая пешка · f4 белая пешка · g4 чёрный ферзь · h4 белая ладья · c3 белая пешка · d3 белый слон · a2 белая пешка · b2 белая пешка · g2 белая пешка · h2 белая пешка · a1 белая ладья · e1 белый ферзь · g1 белый слон · h1 белый король | a8 чёрная ладья · f8 чёрная ладья · g8 чёрный король · f7 чёрная пешка · g7 чёрный слон · h7 чёрная пешка · a6 белый конь · c6 чёрный конь · d6 чёрная пешка · e6 чёрная пешка · f6 чёрный конь · g6 чёрная пешка · a5 чёрная пешка · e4 белая пешка · f4 белая пешка · g4 чёрный ферзь · h4 белая ладья · c3 белая пешка · d3 белый слон · a2 белая пешка · b2 белая пешка · g2 белая пешка · h2 белая пешка · a1 белая ладья · e1 белый ферзь · g1 белый слон · h1 белый король | a8 чёрная ладья · f8 чёрная ладья · g8 чёрный король · f7 чёрная пешка · g7 чёрный слон · h7 чёрная пешка · a6 белый конь · c6 чёрный конь · d6 чёрная пешка · e6 чёрная пешка · f6 чёрный конь · g6 чёрная пешка · a5 чёрная пешка · e4 белая пешка · f4 белая пешка · g4 чёрный ферзь · h4 белая ладья · c3 белая пешка · d3 белый слон · a2 белая пешка · b2 белая пешка · g2 белая пешка · h2 белая пешка · a1 белая ладья · e1 белый ферзь · g1 белый слон · h1 белый король | a8 чёрная ладья · f8 чёрная ладья · g8 чёрный король · f7 чёрная пешка · g7 чёрный слон · h7 чёрная пешка · a6 белый конь · c6 чёрный конь · d6 чёрная пешка · e6 чёрная пешка · f6 чёрный конь · g6 чёрная пешка · a5 чёрная пешка · e4 белая пешка · f4 белая пешка · g4 чёрный ферзь · h4 белая ладья · c3 белая пешка · d3 белый слон · a2 белая пешка · b2 белая пешка · g2 белая пешка · h2 белая пешка · a1 белая ладья · e1 белый ферзь · g1 белый слон · h1 белый король | a8 чёрная ладья · f8 чёрная ладья · g8 чёрный король · f7 чёрная пешка · g7 чёрный слон · h7 чёрная пешка · a6 белый конь · c6 чёрный конь · d6 чёрная пешка · e6 чёрная пешка · f6 чёрный конь · g6 чёрная пешка · a5 чёрная пешка · e4 белая пешка · f4 белая пешка · g4 чёрный ферзь · h4 белая ладья · c3 белая пешка · d3 белый слон · a2 белая пешка · b2 белая пешка · g2 белая пешка · h2 белая пешка · a1 белая ладья · e1 белый ферзь · g1 белый слон · h1 белый король | a8 чёрная ладья · f8 чёрная ладья · g8 чёрный король · f7 чёрная пешка · g7 чёрный слон · h7 чёрная пешка · a6 белый конь · c6 чёрный конь · d6 чёрная пешка · e6 чёрная пешка · f6 чёрный конь · g6 чёрная пешка · a5 чёрная пешка · e4 белая пешка · f4 белая пешка · g4 чёрный ферзь · h4 белая ладья · c3 белая пешка · d3 белый слон · a2 белая пешка · b2 белая пешка · g2 белая пешка · h2 белая пешка · a1 белая ладья · e1 белый ферзь · g1 белый слон · h1 белый король | a8 чёрная ладья · f8 чёрная ладья · g8 чёрный король · f7 чёрная пешка · g7 чёрный слон · h7 чёрная пешка · a6 белый конь · c6 чёрный конь · d6 чёрная пешка · e6 чёрная пешка · f6 чёрный конь · g6 чёрная пешка · a5 чёрная пешка · e4 белая пешка · f4 белая пешка · g4 чёрный ферзь · h4 белая ладья · c3 белая пешка · d3 белый слон · a2 белая пешка · b2 белая пешка · g2 белая пешка · h2 белая пешка · a1 белая ладья · e1 белый ферзь · g1 белый слон · h1 белый король | a8 чёрная ладья · f8 чёрная ладья · g8 чёрный король · f7 чёрная пешка · g7 чёрный слон · h7 чёрная пешка · a6 белый конь · c6 чёрный конь · d6 чёрная пешка · e6 чёрная пешка · f6 чёрный конь · g6 чёрная пешка · a5 чёрная пешка · e4 белая пешка · f4 белая пешка · g4 чёрный ферзь · h4 белая ладья · c3 белая пешка · d3 белый слон · a2 белая пешка · b2 белая пешка · g2 белая пешка · h2 белая пешка · a1 белая ладья · e1 белый ферзь · g1 белый слон · h1 белый король | 4 |
| 3 | a8 чёрная ладья · f8 чёрная ладья · g8 чёрный король · f7 чёрная пешка · g7 чёрный слон · h7 чёрная пешка · a6 белый конь · c6 чёрный конь · d6 чёрная пешка · e6 чёрная пешка · f6 чёрный конь · g6 чёрная пешка · a5 чёрная пешка · e4 белая пешка · f4 белая пешка · g4 чёрный ферзь · h4 белая ладья · c3 белая пешка · d3 белый слон · a2 белая пешка · b2 белая пешка · g2 белая пешка · h2 белая пешка · a1 белая ладья · e1 белый ферзь · g1 белый слон · h1 белый король | a8 чёрная ладья · f8 чёрная ладья · g8 чёрный король · f7 чёрная пешка · g7 чёрный слон · h7 чёрная пешка · a6 белый конь · c6 чёрный конь · d6 чёрная пешка · e6 чёрная пешка · f6 чёрный конь · g6 чёрная пешка · a5 чёрная пешка · e4 белая пешка · f4 белая пешка · g4 чёрный ферзь · h4 белая ладья · c3 белая пешка · d3 белый слон · a2 белая пешка · b2 белая пешка · g2 белая пешка · h2 белая пешка · a1 белая ладья · e1 белый ферзь · g1 белый слон · h1 белый король | a8 чёрная ладья · f8 чёрная ладья · g8 чёрный король · f7 чёрная пешка · g7 чёрный слон · h7 чёрная пешка · a6 белый конь · c6 чёрный конь · d6 чёрная пешка · e6 чёрная пешка · f6 чёрный конь · g6 чёрная пешка · a5 чёрная пешка · e4 белая пешка · f4 белая пешка · g4 чёрный ферзь · h4 белая ладья · c3 белая пешка · d3 белый слон · a2 белая пешка · b2 белая пешка · g2 белая пешка · h2 белая пешка · a1 белая ладья · e1 белый ферзь · g1 белый слон · h1 белый король | a8 чёрная ладья · f8 чёрная ладья · g8 чёрный король · f7 чёрная пешка · g7 чёрный слон · h7 чёрная пешка · a6 белый конь · c6 чёрный конь · d6 чёрная пешка · e6 чёрная пешка · f6 чёрный конь · g6 чёрная пешка · a5 чёрная пешка · e4 белая пешка · f4 белая пешка · g4 чёрный ферзь · h4 белая ладья · c3 белая пешка · d3 белый слон · a2 белая пешка · b2 белая пешка · g2 белая пешка · h2 белая пешка · a1 белая ладья · e1 белый ферзь · g1 белый слон · h1 белый король | a8 чёрная ладья · f8 чёрная ладья · g8 чёрный король · f7 чёрная пешка · g7 чёрный слон · h7 чёрная пешка · a6 белый конь · c6 чёрный конь · d6 чёрная пешка · e6 чёрная пешка · f6 чёрный конь · g6 чёрная пешка · a5 чёрная пешка · e4 белая пешка · f4 белая пешка · g4 чёрный ферзь · h4 белая ладья · c3 белая пешка · d3 белый слон · a2 белая пешка · b2 белая пешка · g2 белая пешка · h2 белая пешка · a1 белая ладья · e1 белый ферзь · g1 белый слон · h1 белый король | a8 чёрная ладья · f8 чёрная ладья · g8 чёрный король · f7 чёрная пешка · g7 чёрный слон · h7 чёрная пешка · a6 белый конь · c6 чёрный конь · d6 чёрная пешка · e6 чёрная пешка · f6 чёрный конь · g6 чёрная пешка · a5 чёрная пешка · e4 белая пешка · f4 белая пешка · g4 чёрный ферзь · h4 белая ладья · c3 белая пешка · d3 белый слон · a2 белая пешка · b2 белая пешка · g2 белая пешка · h2 белая пешка · a1 белая ладья · e1 белый ферзь · g1 белый слон · h1 белый король | a8 чёрная ладья · f8 чёрная ладья · g8 чёрный король · f7 чёрная пешка · g7 чёрный слон · h7 чёрная пешка · a6 белый конь · c6 чёрный конь · d6 чёрная пешка · e6 чёрная пешка · f6 чёрный конь · g6 чёрная пешка · a5 чёрная пешка · e4 белая пешка · f4 белая пешка · g4 чёрный ферзь · h4 белая ладья · c3 белая пешка · d3 белый слон · a2 белая пешка · b2 белая пешка · g2 белая пешка · h2 белая пешка · a1 белая ладья · e1 белый ферзь · g1 белый слон · h1 белый король | a8 чёрная ладья · f8 чёрная ладья · g8 чёрный король · f7 чёрная пешка · g7 чёрный слон · h7 чёрная пешка · a6 белый конь · c6 чёрный конь · d6 чёрная пешка · e6 чёрная пешка · f6 чёрный конь · g6 чёрная пешка · a5 чёрная пешка · e4 белая пешка · f4 белая пешка · g4 чёрный ферзь · h4 белая ладья · c3 белая пешка · d3 белый слон · a2 белая пешка · b2 белая пешка · g2 белая пешка · h2 белая пешка · a1 белая ладья · e1 белый ферзь · g1 белый слон · h1 белый король | 3 |
| 2 | a8 чёрная ладья · f8 чёрная ладья · g8 чёрный король · f7 чёрная пешка · g7 чёрный слон · h7 чёрная пешка · a6 белый конь · c6 чёрный конь · d6 чёрная пешка · e6 чёрная пешка · f6 чёрный конь · g6 чёрная пешка · a5 чёрная пешка · e4 белая пешка · f4 белая пешка · g4 чёрный ферзь · h4 белая ладья · c3 белая пешка · d3 белый слон · a2 белая пешка · b2 белая пешка · g2 белая пешка · h2 белая пешка · a1 белая ладья · e1 белый ферзь · g1 белый слон · h1 белый король | a8 чёрная ладья · f8 чёрная ладья · g8 чёрный король · f7 чёрная пешка · g7 чёрный слон · h7 чёрная пешка · a6 белый конь · c6 чёрный конь · d6 чёрная пешка · e6 чёрная пешка · f6 чёрный конь · g6 чёрная пешка · a5 чёрная пешка · e4 белая пешка · f4 белая пешка · g4 чёрный ферзь · h4 белая ладья · c3 белая пешка · d3 белый слон · a2 белая пешка · b2 белая пешка · g2 белая пешка · h2 белая пешка · a1 белая ладья · e1 белый ферзь · g1 белый слон · h1 белый король | a8 чёрная ладья · f8 чёрная ладья · g8 чёрный король · f7 чёрная пешка · g7 чёрный слон · h7 чёрная пешка · a6 белый конь · c6 чёрный конь · d6 чёрная пешка · e6 чёрная пешка · f6 чёрный конь · g6 чёрная пешка · a5 чёрная пешка · e4 белая пешка · f4 белая пешка · g4 чёрный ферзь · h4 белая ладья · c3 белая пешка · d3 белый слон · a2 белая пешка · b2 белая пешка · g2 белая пешка · h2 белая пешка · a1 белая ладья · e1 белый ферзь · g1 белый слон · h1 белый король | a8 чёрная ладья · f8 чёрная ладья · g8 чёрный король · f7 чёрная пешка · g7 чёрный слон · h7 чёрная пешка · a6 белый конь · c6 чёрный конь · d6 чёрная пешка · e6 чёрная пешка · f6 чёрный конь · g6 чёрная пешка · a5 чёрная пешка · e4 белая пешка · f4 белая пешка · g4 чёрный ферзь · h4 белая ладья · c3 белая пешка · d3 белый слон · a2 белая пешка · b2 белая пешка · g2 белая пешка · h2 белая пешка · a1 белая ладья · e1 белый ферзь · g1 белый слон · h1 белый король | a8 чёрная ладья · f8 чёрная ладья · g8 чёрный король · f7 чёрная пешка · g7 чёрный слон · h7 чёрная пешка · a6 белый конь · c6 чёрный конь · d6 чёрная пешка · e6 чёрная пешка · f6 чёрный конь · g6 чёрная пешка · a5 чёрная пешка · e4 белая пешка · f4 белая пешка · g4 чёрный ферзь · h4 белая ладья · c3 белая пешка · d3 белый слон · a2 белая пешка · b2 белая пешка · g2 белая пешка · h2 белая пешка · a1 белая ладья · e1 белый ферзь · g1 белый слон · h1 белый король | a8 чёрная ладья · f8 чёрная ладья · g8 чёрный король · f7 чёрная пешка · g7 чёрный слон · h7 чёрная пешка · a6 белый конь · c6 чёрный конь · d6 чёрная пешка · e6 чёрная пешка · f6 чёрный конь · g6 чёрная пешка · a5 чёрная пешка · e4 белая пешка · f4 белая пешка · g4 чёрный ферзь · h4 белая ладья · c3 белая пешка · d3 белый слон · a2 белая пешка · b2 белая пешка · g2 белая пешка · h2 белая пешка · a1 белая ладья · e1 белый ферзь · g1 белый слон · h1 белый король | a8 чёрная ладья · f8 чёрная ладья · g8 чёрный король · f7 чёрная пешка · g7 чёрный слон · h7 чёрная пешка · a6 белый конь · c6 чёрный конь · d6 чёрная пешка · e6 чёрная пешка · f6 чёрный конь · g6 чёрная пешка · a5 чёрная пешка · e4 белая пешка · f4 белая пешка · g4 чёрный ферзь · h4 белая ладья · c3 белая пешка · d3 белый слон · a2 белая пешка · b2 белая пешка · g2 белая пешка · h2 белая пешка · a1 белая ладья · e1 белый ферзь · g1 белый слон · h1 белый король | a8 чёрная ладья · f8 чёрная ладья · g8 чёрный король · f7 чёрная пешка · g7 чёрный слон · h7 чёрная пешка · a6 белый конь · c6 чёрный конь · d6 чёрная пешка · e6 чёрная пешка · f6 чёрный конь · g6 чёрная пешка · a5 чёрная пешка · e4 белая пешка · f4 белая пешка · g4 чёрный ферзь · h4 белая ладья · c3 белая пешка · d3 белый слон · a2 белая пешка · b2 белая пешка · g2 белая пешка · h2 белая пешка · a1 белая ладья · e1 белый ферзь · g1 белый слон · h1 белый король | 2 |
| 1 | a8 чёрная ладья · f8 чёрная ладья · g8 чёрный король · f7 чёрная пешка · g7 чёрный слон · h7 чёрная пешка · a6 белый конь · c6 чёрный конь · d6 чёрная пешка · e6 чёрная пешка · f6 чёрный конь · g6 чёрная пешка · a5 чёрная пешка · e4 белая пешка · f4 белая пешка · g4 чёрный ферзь · h4 белая ладья · c3 белая пешка · d3 белый слон · a2 белая пешка · b2 белая пешка · g2 белая пешка · h2 белая пешка · a1 белая ладья · e1 белый ферзь · g1 белый слон · h1 белый король | a8 чёрная ладья · f8 чёрная ладья · g8 чёрный король · f7 чёрная пешка · g7 чёрный слон · h7 чёрная пешка · a6 белый конь · c6 чёрный конь · d6 чёрная пешка · e6 чёрная пешка · f6 чёрный конь · g6 чёрная пешка · a5 чёрная пешка · e4 белая пешка · f4 белая пешка · g4 чёрный ферзь · h4 белая ладья · c3 белая пешка · d3 белый слон · a2 белая пешка · b2 белая пешка · g2 белая пешка · h2 белая пешка · a1 белая ладья · e1 белый ферзь · g1 белый слон · h1 белый король | a8 чёрная ладья · f8 чёрная ладья · g8 чёрный король · f7 чёрная пешка · g7 чёрный слон · h7 чёрная пешка · a6 белый конь · c6 чёрный конь · d6 чёрная пешка · e6 чёрная пешка · f6 чёрный конь · g6 чёрная пешка · a5 чёрная пешка · e4 белая пешка · f4 белая пешка · g4 чёрный ферзь · h4 белая ладья · c3 белая пешка · d3 белый слон · a2 белая пешка · b2 белая пешка · g2 белая пешка · h2 белая пешка · a1 белая ладья · e1 белый ферзь · g1 белый слон · h1 белый король | a8 чёрная ладья · f8 чёрная ладья · g8 чёрный король · f7 чёрная пешка · g7 чёрный слон · h7 чёрная пешка · a6 белый конь · c6 чёрный конь · d6 чёрная пешка · e6 чёрная пешка · f6 чёрный конь · g6 чёрная пешка · a5 чёрная пешка · e4 белая пешка · f4 белая пешка · g4 чёрный ферзь · h4 белая ладья · c3 белая пешка · d3 белый слон · a2 белая пешка · b2 белая пешка · g2 белая пешка · h2 белая пешка · a1 белая ладья · e1 белый ферзь · g1 белый слон · h1 белый король | a8 чёрная ладья · f8 чёрная ладья · g8 чёрный король · f7 чёрная пешка · g7 чёрный слон · h7 чёрная пешка · a6 белый конь · c6 чёрный конь · d6 чёрная пешка · e6 чёрная пешка · f6 чёрный конь · g6 чёрная пешка · a5 чёрная пешка · e4 белая пешка · f4 белая пешка · g4 чёрный ферзь · h4 белая ладья · c3 белая пешка · d3 белый слон · a2 белая пешка · b2 белая пешка · g2 белая пешка · h2 белая пешка · a1 белая ладья · e1 белый ферзь · g1 белый слон · h1 белый король | a8 чёрная ладья · f8 чёрная ладья · g8 чёрный король · f7 чёрная пешка · g7 чёрный слон · h7 чёрная пешка · a6 белый конь · c6 чёрный конь · d6 чёрная пешка · e6 чёрная пешка · f6 чёрный конь · g6 чёрная пешка · a5 чёрная пешка · e4 белая пешка · f4 белая пешка · g4 чёрный ферзь · h4 белая ладья · c3 белая пешка · d3 белый слон · a2 белая пешка · b2 белая пешка · g2 белая пешка · h2 белая пешка · a1 белая ладья · e1 белый ферзь · g1 белый слон · h1 белый король | a8 чёрная ладья · f8 чёрная ладья · g8 чёрный король · f7 чёрная пешка · g7 чёрный слон · h7 чёрная пешка · a6 белый конь · c6 чёрный конь · d6 чёрная пешка · e6 чёрная пешка · f6 чёрный конь · g6 чёрная пешка · a5 чёрная пешка · e4 белая пешка · f4 белая пешка · g4 чёрный ферзь · h4 белая ладья · c3 белая пешка · d3 белый слон · a2 белая пешка · b2 белая пешка · g2 белая пешка · h2 белая пешка · a1 белая ладья · e1 белый ферзь · g1 белый слон · h1 белый король | a8 чёрная ладья · f8 чёрная ладья · g8 чёрный король · f7 чёрная пешка · g7 чёрный слон · h7 чёрная пешка · a6 белый конь · c6 чёрный конь · d6 чёрная пешка · e6 чёрная пешка · f6 чёрный конь · g6 чёрная пешка · a5 чёрная пешка · e4 белая пешка · f4 белая пешка · g4 чёрный ферзь · h4 белая ладья · c3 белая пешка · d3 белый слон · a2 белая пешка · b2 белая пешка · g2 белая пешка · h2 белая пешка · a1 белая ладья · e1 белый ферзь · g1 белый слон · h1 белый король | 1 |
|   | a | b | c | d | e | f | g | h |   |

1.e4 g6 2.d4 Сg7 3.Кc3 d6 4.f4 Кf6 5.Кf3 O-O 6.Сe2 c5 7.dxc5 Фa5 8.O-O Фxc5+ 9.Крh1 Кc6 10.Фe1 Сg4 11.Сd3 Сxf3 12.Лxf3 Кd4 13.Лf1 b5 14.Сe3 Кg4 15.Сg1 b4 16.Кd5 e6 17.Кxb4 a5 18.Кa6 Фh5 19.c3 Кc6 20.Лf3 Кf6 21.Лh3 Фg4 22.Лh4 1-0